# L'Éperon (magazine)
Pour les articles homonymes, voir L'Éperon.
L'Éperon est un magazine trimestriel français. Créé en 1937, il est le plus ancien magazine équestre français, et s'oriente surtout vers l'actualité de l'élevage et des sports équestres.

## Historique
Fondé en 1937 par la société Adam/La revue de l'Homme avec Edmond J Dubois à sa tête, le magazine a acheté en 1983 l'Information Hippique pour donner la société d'édition actuelle.
Un livre sur l'histoire de L'Eperon a été publié fin 2017, il retrace 80 ans de sports équestres et d'élevage vus par L'Eperon.
En 2021 L'Eperon est devenu un titre hebdomadaire 100% numérique .